# فرودگاه زیرو
فرودگاه زیرو (به انگلیسی: Zero Airport)  یک فرودگاه همگانی / نظامی  با کد یاتا ZER است که یک باند فرود آسفالت دارد و طول باند آن ۱۲۲۲ متر است. این فرودگاه در  کشور هند قرار دارد و در ارتفاع ۱۶۴۷ متری از سطح دریا واقع شده است.